# Герц, Йохен
Йохен Герц (нем. Jochen Gerz, род. 4 апреля 1940[…], Берлин) — немецкий художник.

## Биография
Изучал в Кёльне немецкую и английскую филологию, в Базеле — археологию и древнюю историю, курса нигде не кончил. Занимался журналистикой, работая иностранным корреспондентом, дебютировал как поэт-конкретист. С конца 1960-х годов выступает как представитель концептуального искусства.
В 1966—2007 жил в Париже, с 2008 живёт на юге Ирландии.

## Творческий метод
Как художник обращается к скульптуре, фотографии, видео, инсталляциям, перформансу и другим средствам. Его принципиальный подход — работа по собственной инициативе, а не на заказ, вовлечение людей в искусство не в качестве зрителей, а как соучастников, ответственных за сделанное (партиципаторное искусство) и, наконец, погружение совместно созданного ими во время, включение времени в структуру произведения, так что произведение переживает постоянные перемены (процесс-арт).

## Произведения
Наиболее известные работы:

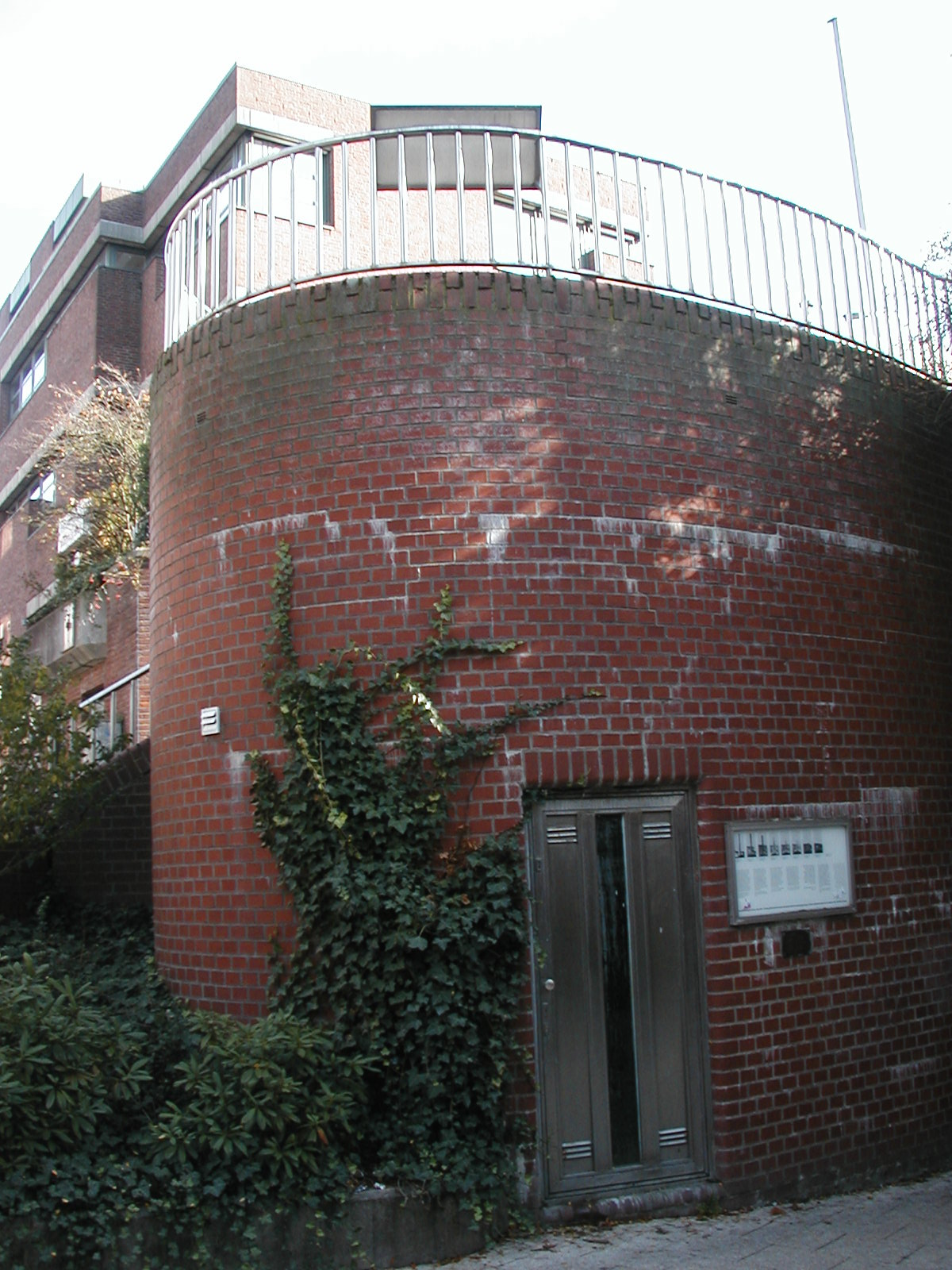
Нынешний вид памятника в Гамбурге

- Монумент против нацизма в гамбургском квартале Харбург (начат в 1986, вместе с Эстер Шалев-Герц). Воздвигнутая в квартале 12-метровая колонна, покрытая тонким слоем свинца, должна была служить местом для подписей граждан Гамбурга — c помощью прилагавшихся к памятнику стилосов — под размещенным рядом с ней воззванием против нацизма. По мере заполнения подписями колонна постепенно погружалась в грунт и теперь находится под землей как своего рода память о памяти; кроме подписей, её покрыли разнообразные рисунки и граффити, включая оскорбительные. «Места памяти это люди, а не монументы», — считает художник. Памятник был удостоен премии Роланда (Бремен) за искусство в общественном пространстве (1990).

- Монумент против расизма (начат в 1990), в память о Холокосте. С помощью учащихся художественной школы в Саарбрюккене на вывернутых из земли плитах площади перед барочным замком в центре города были написаны названия еврейских кладбищ, после чего плиты (за несколько месяцев их собралось 2 146) снова укладывались в землю, надписью вниз. С 1993 место носит официальное название «Площадь невидимого памятника».

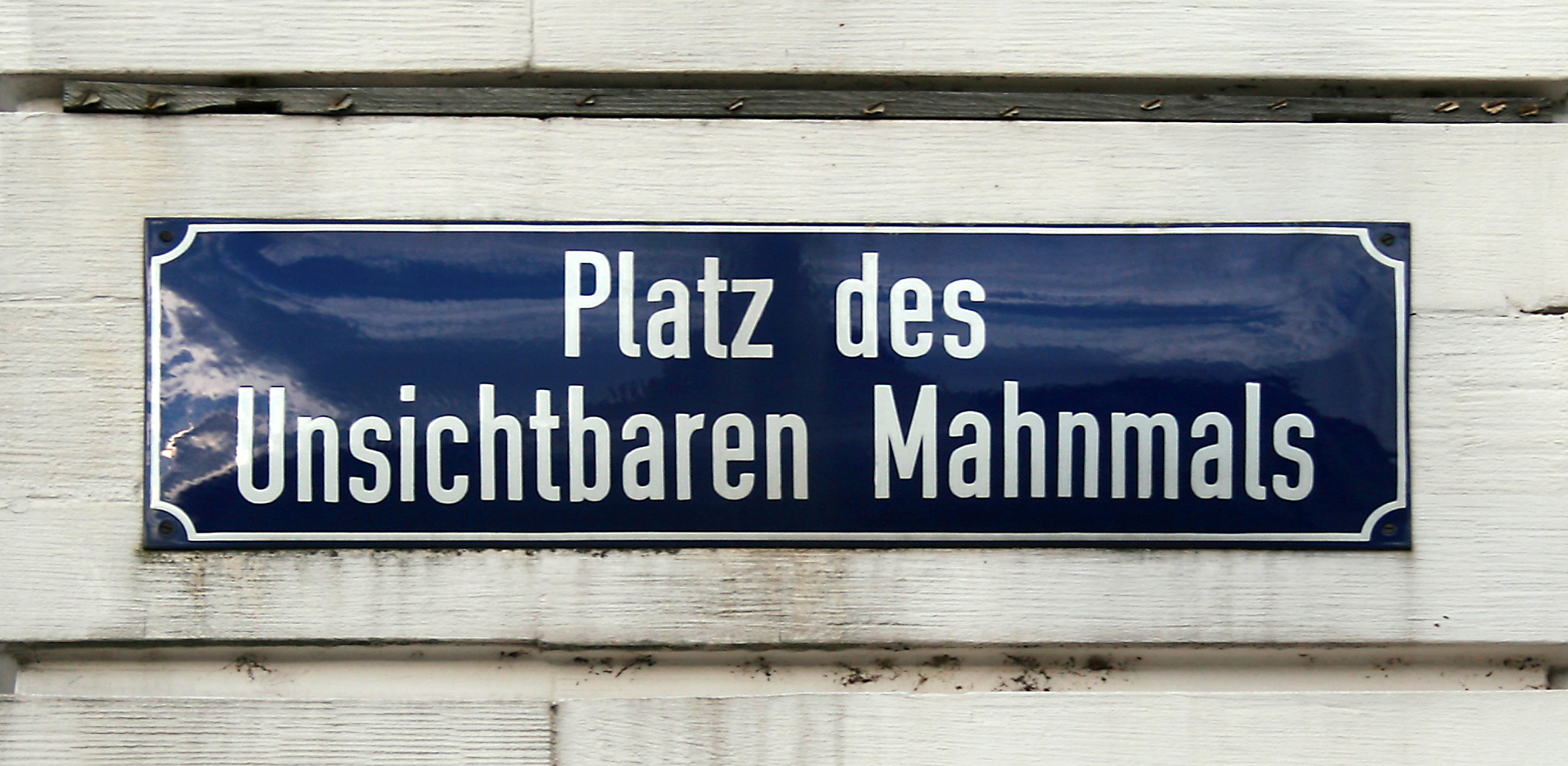
Табличка с названием площади в Саарбрюккене

- Живой монумент в Бироне (1996). Художник провел интервью среди жителей городка в Перигоре и, среди других, задал им вопрос о том, ради чего или кого они могли бы рискнуть собственной жизнью. Полученные ответы (без имен отвечавших) были нанесены на плитки, которыми Герц с помощью учащихся местной художественной школы покрыл прежний заброшенный памятник горожанам, погибшим на двух мировых войнах.

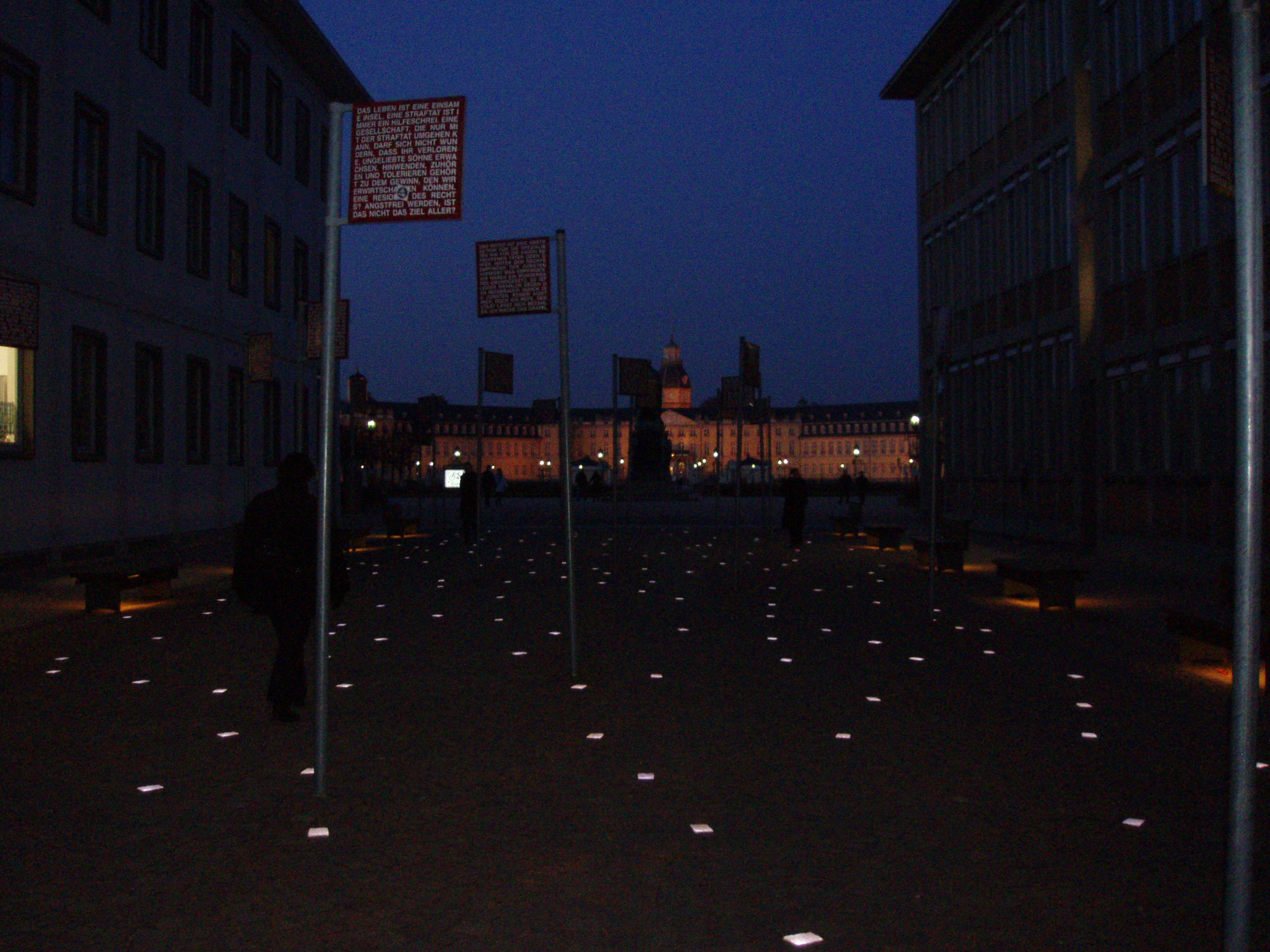
Карлсруэ. Площадь основных прав человека ночью

- Площадь основных прав человека (Карлсруэ, 2002). Герц собрал мнения об основных правах человека и справедливости/ несправедливости в современном обществе у юристов, судей и важных фигур города, а также у рядовых горожан, у находящихся в конфликте с законом и прямых нарушителей закона. Отобранные 48 ответов двух этих групп граждан были размещены на обеих сторонах 24 панно, расставленных на одной из главных городских площадей перед зданием Федерального суда.

## Признание
Член Берлинской академии искусств (1994). Премия немецкой критики (1995), премия Петера Вайса (Бремен, 1996). Орден «За заслуги» (Франция, 1996). Работы художника имеют широкое международное признание. В 2010 выставка произведений и проектов Йохена Герца Место памяти прошла в ГЦСИ в Москве.